# Colección Súper Humor
La Colección Súper Humor fue una serie de tomos lanzada a partir de 1978 por Editorial Bruguera y retomada en 1987 por Ediciones B, que recopila los álbumes de la Colección Olé. Cada uno de los tomos, de 27 x 19 cm., tiene 360 páginas y tapa dura.

## Trayectoria
Bruguera inició la fórmula editorial de recopilar su material en gruesos tomos en 1972 con la colección Famosas Novelas, pero no la implantó definitivamente hasta la aparición en 1978 de Grandes obras ilustradas, que reeditaban las Joyas Literarias Juveniles y, sobre todo, Súper Humor.
Inicialmente, cada tomo recogía varias series, pero pronto pasó estar ocupado monográficamente por una sola. En 1981 apareció una nueva serie de volúmenes, dedicada a Superlópez.
Tras el cierre de Bruguera, Ediciones B la retomó en 1987, pero centrándose casi exclusivamente en Mortadelo y Filemón.